# Nelly Guimaras Sanjuan
Nelly Guimaras Sanjuan (França, segle xx) és una maquilladora francovalenciana de cinema i especialitzada en efectes especials. L'any 2024 va guanyar notorietat pública quan va ser guardonada amb el premi Emmy al millor maquillatge prostètic per la seua col·laboració en la sèrie televisiva estatunidenca de terror postapocalíptic The Last of Us, amb un equip de sis persones més.
Nascuda en l'Estat francés i filla de pare gallec i mare aragonesa, Guimaras Sanjuan es va formar en maquillatge a París durant quatre anys. Resident al Port de Sagunt, va pertànyer a l'estudi DDT, fundat pel maquillador català David Martí. Amb eixa companyia va formar part de l'equip encarregat del maquillatge del film hispanomexicà El laberinto del fauno, que va guanyar els premis Goya, BAFTA i Oscar al millor maquillatge.
Endemés, també ha treballat onze anys en la indústria cinematogràfica al Regne Unit i ha participat significativament en diverses pel·lícules del cinema de terror, de drama i de thriller tals com La Monja (2005), Camino (2008), World War Z (2013), Guardians of the Galaxy (2014), Resident Evil: The Final Chapter (2016) i també en la sèrie d'èxit Game of Thrones i en la minisèrie The New Pope.